# Дом Дураццо
Дом Дураццо (итал. Durazzo) был одной из основных аристократических семей Генуэзской республики. С 1387 по 1576 год они были известны как Дурасса (итал. Durassa). Девять представителей Дома Дураццо были правителями Генуи, в том числе восемь человек были дожами Генуэзской республики. По этому показателю Дураццо уступают только семействам Гримальди и Спинола (по 11 дожей). Кроме того, из Дома Дураццо вышли два кардинала, пять епископов, шестнадцать послов, а также многие коллекционеры, меценаты и учёные.

## История

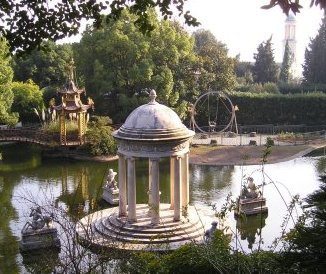
Вилла Дураццо-Паллавичини в Пельи, принадлежала семейству Дураццо с 1794 по 1923 год

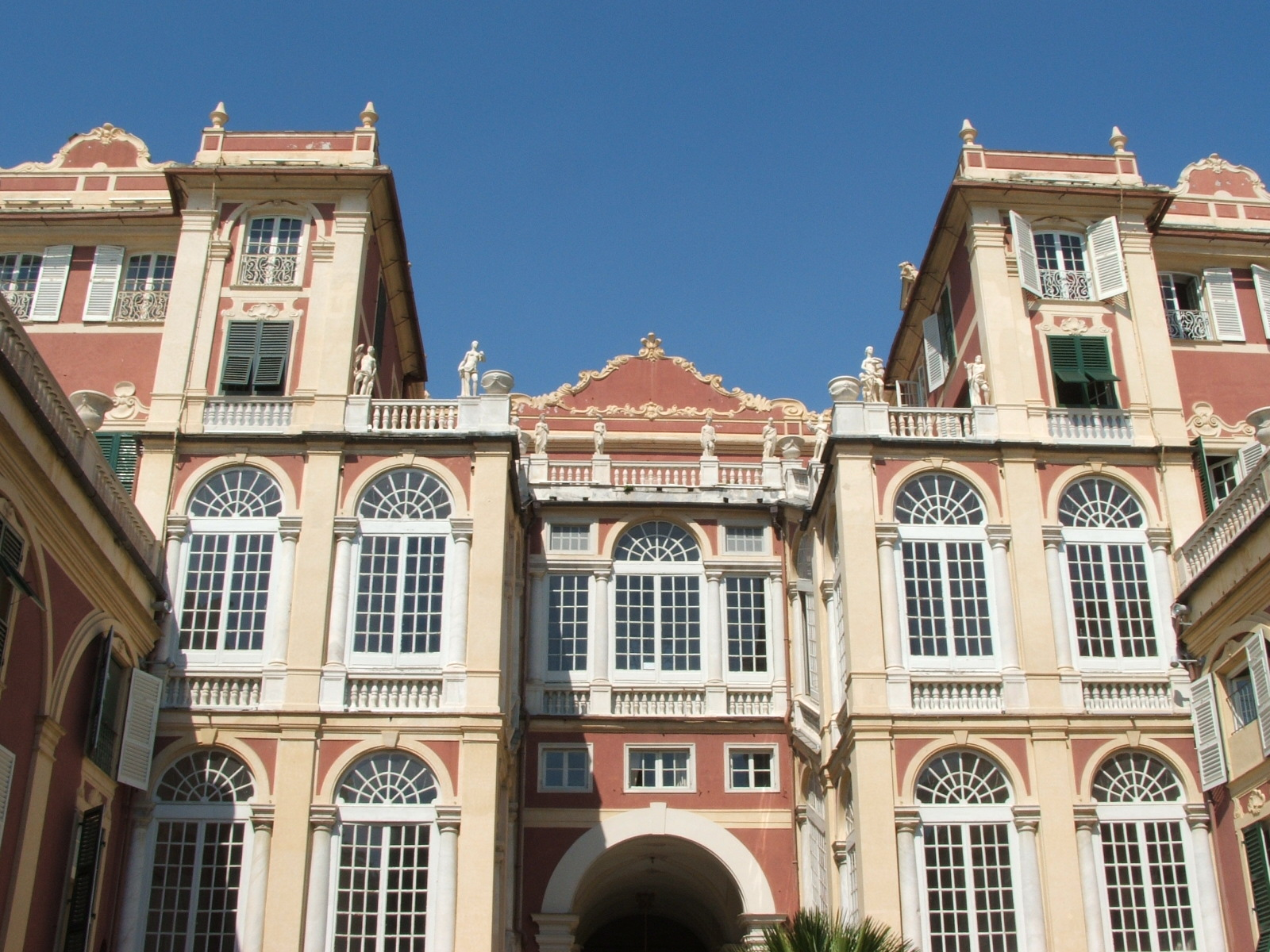
Палаццо Реале на Улица Бальби, принадлежало семейству Дураццо с 1677 по 1823 год

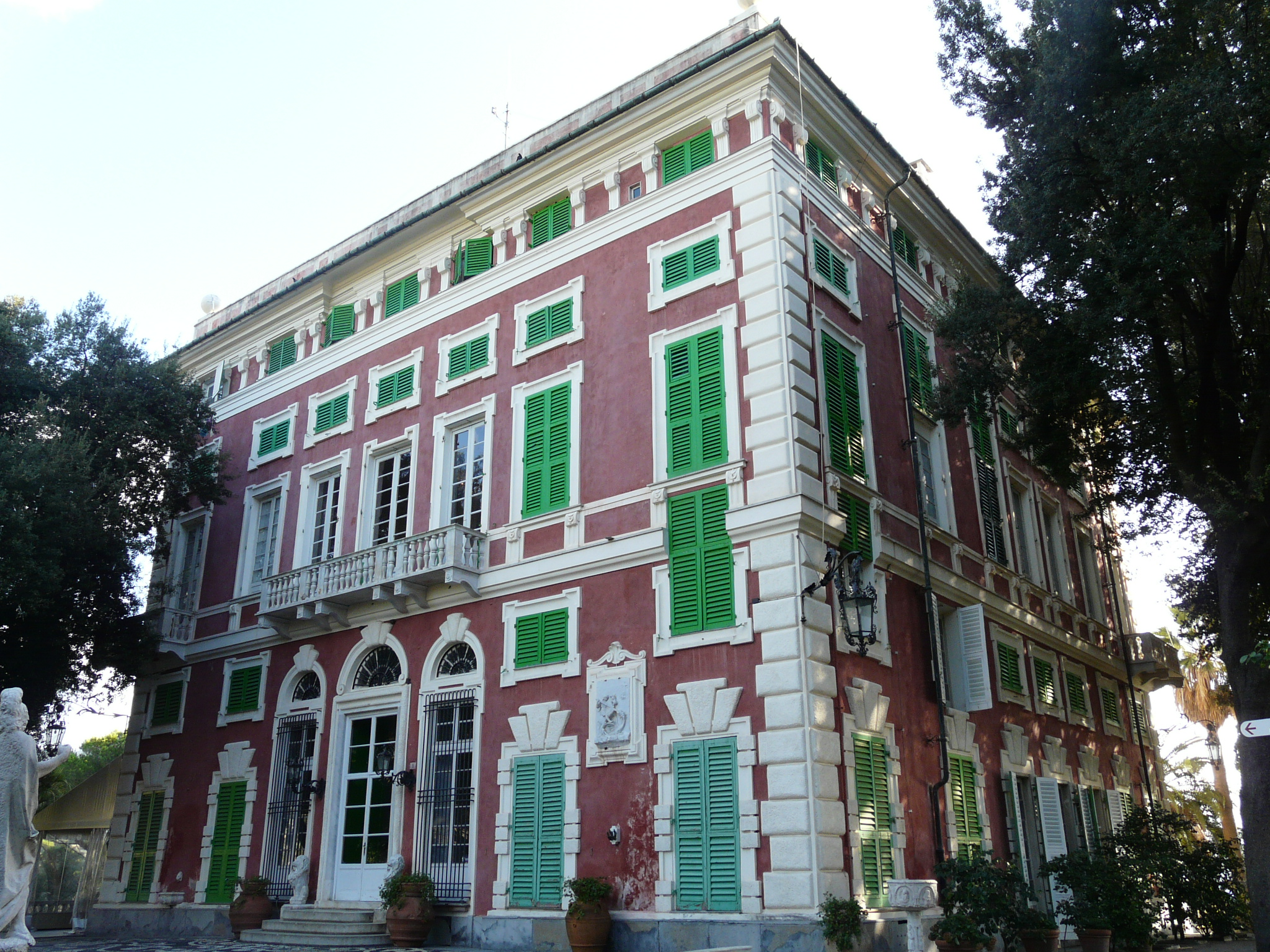
Вилла Дураццо-Чентурионе в Санта-Маргерита-Лигуре, принадлежала семейству Дураццо с 1678 al 1821

Потомки албанской семьи, которая в 1389 году сбежала из города Дураццо (отсюда и название дома), в Мессине были обращены в рабство генуэзцами, а освободившись поселились в Генуе, где занялись торговлей шёлком. Первым известным членом является Джорджио Дураццо. После пяти поколений и менее двух столетий после того, как они обосновались в Генуе, Дураццо вошли в число самых влиятельный семей Генуи, после того Джакомо Гримальди Дураццо в 1573 году стал правителем Генуэзской республики — дожем.
В соответствии с Версальским договором 1768 года, Франция вынудила Геную уступить ей Корсику. Договор со стороны Республики подписывал дож Марчелло Дураццо. В 1797 году Наполеон положил конец Генуэзской республике, чья история на тот момент превышала 4,5 века, превратив её в Лигурийскую республику (1797—1805). Правительство новообразованной республики возглавил Джироламо Луиджи Дураццо.
10 августа 1802 года Дураццо был избран Дожем Лигурийской Республики и занимал эту должность до 29 мая 1805 года. Несколько дней спустя, 4 июня 1805 года, Лигурийская Республика была официально упразднена, а её территория была присоединена к Французской империи. Джироламо Дураццо стал префектом департамента Генуи, а затем был назначен сенатором империи, офицером Почётного легиона и 26 апреля 1808 года графом империи. Умер в Генуе 21 января 1809 года. Его сердце похоронено в Пантеоне в Париже. Джироламо Дураццо часто ошибочно называют Последним дожем Генуэзской республики, но это неточно. Он был единственным дожем Лигурийской Республики.
В 1677 году Дураццо купили у семейства Бальби Палаццо Реале, который был продан в 1823 году Савойскому дому. В 1678 году по заказу Дураццо архитектор Галеаццо Алесси спроектировал и построил в Санта-Маргерита-Лигуре Виллу Дураццо-Чентурионе, которая использовалась в качестве летней резиденции. В 1821 году вилла перешла в собственность князей Чентурионе (отсюда и двойное название). С 1794 по 1923 год Дураццо и родственные им Паллавичино были владельцами Виллы Дураццо-Паллавичини в Пельи, которая затем была подарена муниципалитету Генуи.

## Заслуги
Генуэзский дипломат Джакомо Дураццо, посланник Генуи при венском дворе в 1749—1752 годах, покинув дипломатическую службу, стал генеральным директором театральных представлений (нем. Generalspektakeldirektor) в Вене и провёл реформу императорских театров, в частности, ввёл в Вене оперу-комик, поддерживал реформу итальянской оперы и балета, в том числе, покровительствовал Гаспаро Анджолини, помогал Курцу-Бернардону, писавшему оперы на немецком языке. Часть его огромной музыкальной библиотеки теперь находится в Национальной библиотеке Турина.
В 1773 году, после упразднения ордена иезуитов, Джироламо Дураццо передал принадлежавший ему дом на улице Бальби под университет. Позднее, в 1778 году, он составил устав этого университета. На протяжении 1780—1797 годов вместе с несколькими другими аристократами оказывал университету материальную и финансовую помощь.
Джакомо Филиппо Дураццо прославился как коллекционер произведений искусства, владелец обширной библиотеки, состоящей из 4017 томов, которую он собирал тридцать лет и до сих пор посещаемой учёными, натуралист, основатель научно-исторической Академии Дураццо (итал. Accademia Durazzo), первого генуэзского музея естественной истории и кабинета экспериментальной философии. Его дочь Клелия, вдохновлённая отцом, стала ботаником и в 1794 году основала в парке Виллы Дураццо-Паллавичини собственный ботанический сад, который ныне открыт для публики.

## Известные представители
Дожи:
- Джакомо Дураццо-Гримальди (1503—1579, Дож Генуи с 16 октября 1573 по 17 октября 1575)
- Пьетро Дураццо-старший (1560—1631, Дож Генуи с 2 марта 1619 по 2 марта 1621)
- Джамбаттиста Дураццо (1577—1649, Дож Генуи с 28 июля 1639 по 28 июля 1641)
- Чезаре Дураццо (1593—1680, Дож Генуи с 18 апреля 1665 по 18 апреля 1667)
- Пьетро Дураццо-младший (1632—1699, Дож Генуи с 23 августа 1685 по 23 августа 1687)
- Винченцо Дураццо (1635—1724, Дож Генуи с 14 сентября 1709 по 14 сентября 1711)
- Стефано Дураццо (1668—1744, Дож Генуи с 3 февраля 1734 по 3 февраля 1736)
- Марчелло Дураццо (1710—1791, Дож Генуи с 3 февраля 1767 по 3 февраля 1769)
- Джироламо Луиджи Франческо Дураццо (1739—1809, Дож Лигурии с 10 августа 1802 по 4 июня 1805)

Кардиналы:
- Стефано Дураццо (1594—1667) — архиепископ-митрополит Генуи (1635—1664)
- Марчелло Дураццо (1710—1791) — архиепископ[итал.] Халкидона (1671—1687), кардинал-священник Сан-Пьетро-ин-Винколи в Риме (1701—1710)

Граф
- Джакомо Дураццо[итал.] (1717—1794) — дипломат и театральный деятель, генеральный директор театральных представлений (нем. Generalspektakeldirektor) в Вене (1754—1764).

Учёные:
- Джакомо Филиппо Дураццо[итал.] (1729—1812) — коллекционер произведений искусства, меценат и натуралист.
- Ипполито Маурицио Мария Дураццо[фр.] (1752—1818) — считается первым ботаником Генуи, младший брат Джакомо Филиппо Дураццо.
- Клелия Дураццо[итал.] (1760—1837) — ботаник, дочь Джакомо Филиппо Дураццо.